# Nodaway, Iowa
Nodaway là một thành phố thuộc quận Adams, tiểu bang Iowa, Hoa Kỳ. Năm 2010, dân số của thành phố này là 114 người.

## Dân số
Dân số qua các năm:
- Năm 2000: 132 người.
- Năm 2010: 114 người.